# Estació d'Albert
Albert és una estació ferroviària al municipi francès d'Albert (Somme). És servida pels trens del TER Picardie.
| Provinença        | Estació anterior  | Línia        | Estació següent | Destinació     |
| ----------------- | ----------------- | ------------ | --------------- | -------------- |
| Rouen-Rive-Droite | Corbie            | TER Picardie | Achiet          | Lille-Flandres |
| Amiens            | Buire-sur-l'Ancre | TER Picardie | Miraumont       | Lille-Flandres |